# 榜鵝海岸站
榜鹅海岸站（英語：Punggol Coast station）是新加坡地铁东北线上的地铁站。完工後，它取代了榜鹅站成为该线的终点站。2024年12月10日開通。
该站将为被规划为主要是数字和网络安全行业进驻的榜鹅数码园区提供地铁服务，而新的新加坡理工大學校园也在车站附近。它也是离实龙岗岛最近的地铁车站。

## 历史
2013年1月17日，新加坡陆路交通管理局宣布，东北线将向北延伸一个车站，为包括新榜鹅市区在內的榜鹅北提供地铁服务。到2030年左右，该站将与当地的开发项目同步建设，以便未来的榜鹅北部的居民乘坐地铁进入市中心以及新加坡各地。
2017年6月7日，时任交通部第二部长黄志明宣布，东北线延长线将于2023年开通，比预计开通日期提前7年。东北线延长线长1.6公里，为未来的榜鹅北区提供地铁服务。地铁站的名字也从榜鹅北（Punggol North）改为榜鹅海岸（Punggol Coast）。
2017年6月政府为隧道、车站等建筑工程招标，并于2018年开始施工。
2024年10月10日，陆交局宣布榜鹅海岸站将在同年12月10日对外开放通车。

## 出口
| 出口編號 | 建議前往的目的地 | 照片 |
| -------- | ---------------- | ---- |
| 1        |                  |      |
| 2        |                  |      |